# France Žajdela
France Žajdela (francosko François Zajdela), slovenski zdravnik onkolog, * 28. december 1920, Ljubljana, † 15. november 2008.

## Življenje in delo
France Žajdela, brat zdravnika Antona Žajdele, se je rodil v družini ljubljanskega svetnika policijske uprave Franca in Rozi Žajdela. Gimnazijo obiskoval v rojstnem mestu (1931-1939) ter nato nadaljeval s študijem medicine v Ljubljani, Padovi in Zagrebu kjer je 1944 diplomiral. Konec vojne in prvi povojni leti je preživel v Italiji (Trst, Padova, Milano), kjer se je preživljal z drobnimi preprodajami. Leta 1947 mu je uspelo priti v Pariz, kjer je bil najprej delavec v tovarni Citroen. Ko je prišel v stik z znanim radiologom Lacassagnejem, za katerega mu je dal Juraj Körbler priporočilno pismo, ga je ta zaposlil kot asistenta in šefa svojega laboratorija na Inštitutu Curie v Orsayu. Tu je 1963 postal vodja oddelka za raziskovanje raka. Sistematično je raziskoval mehanizme delovanje rakotvornih spojin in ultravijoličnih žarkov. Analiziral je poškodbe celic, zlasti celičnega jedra in DNA z molekularnobiološkimi metodami in elektronskim mikroskopom. Opredelil je več kot 250 novih kancerogenih snovi in njihove aktivne metabolite. Kot vodilni strokovnjak je postal član komisije Svetovne zdravstvene organizacije za mednarodni nadzor kancerogenih snovi in različnih evropskih komisij za to področje ter častni član Ruske akademije znanosti. Za svoje delo je prejel več francoskih nagrad in odlikovanj. Sam ali s sodelavci je objavil preko 220 člankov v francoskih in mednarodnih stokovnih revijah in monografski članek Cancérologie expérimentale v Encyclopédie Medico Chirurgicale (Pariz, 1983).

## Nagrade in odlikovanja
- Prix Essec (1953), nagrada za raziskovanje raka
- Nagrada Francoske akademije znanosti (1964)
- Nagrada Akademije medicinskih znanosti (1955)
- Red legije časti (1980)